# Alain Junior Ollé Ollé
Alain Junior Ollé Ollé (* 11. April 1987 in Douala) ist ein kamerunischer Fußballspieler. Sein Vater Bertin Ollé Ollé war Nationalspieler Kameruns in den 1980er Jahren.

## Karriere

### Verein
Ollé Ollé kam 2004 über den Kontakt eines in Uruguay arbeitenden Kameruners zu Plaza Colonia. 2005 spielte er in Mexiko bei Aguilas de Riviera Maya, einem Farmteam des Klubs Club América. 2006 wechselte er zum uruguayischen Verein Nacional Montevideo und rückte in die erste Mannschaft auf. Dort wurde er zunächst als Linksverteidiger eingesetzt, spielte jedoch nach einiger Zeit zumeist im linken Mittelfeld oder als Linksaußen. Er gewann mit dem Klub 2005/06 die nationale Meisterschaft. Im Januar 2008 wechselte er nach Deutschland zum dortigen Zweitligisten SC Freiburg. Nachdem er in zwei Zweitligajahren auf nur elf Einsätze gekommen und in der Hinrunde der Bundesligasaison 2009/10 gar nicht mehr berücksichtigt worden war, wechselte er in der Winterpause auf Leihbasis zum Zweitligisten Rot Weiss Ahlen.
Am 4. März 2011 wurde bekannt, dass Ollé Ollé mit sofortiger Wirkung zum norwegischen Erstligisten Stabæk Fotball wechselt. Bei 26 Einsätzen schoss er acht Tore. Dort konnte er sich als Stammspieler durchsetzen. Am 14. Februar 2012 wechselte er zum schwedischen Erstligisten und Aufsteiger Åtvidabergs FF, wo er einen Vertrag bis zum Ende des Jahres 2012 erhielt. Anschließend bestritt er für Varberg sechs Ligaspiele und schoss ein Tor. Mitte Januar 2013 wechselte er zum uruguayischen Verein Club Atlético Cerro und lief bis zum Ende der Spielzeit 2012/13 in zwei Erstligapartien (kein Tor) auf. Mindestens im Jahr 2014 stand er dann in Reihen des norwegischen Klubs Byåsen Toppfotball und erzielte bei sieben Einsätzen drei Tore. Spätestens seit 2015 spielt er für Brumunddal Fotball. Dort lief er 21-mal auf und schoss zwei Tore. 2016 wird er als Spieler von Frøya Menn geführt und erzielte bei diesem Klub bislang (Stand: 13. August 2016) vier Treffer bei vier Einsätzen.

### Nationalmannschaft
Ollé Ollé spielte 2007 erstmals für die Olympiaauswahl Kameruns während eines Turniers in Südafrika. Ende 2007 gehörte er zum erweiterten Kreis der kamerunischen A-Nationalmannschaft, wurde aber nicht für den Afrika-Cup 2008 in Ghana nominiert. Bei den Olympischen Spielen 2008 stand Ollé Ollé im Aufgebot Kameruns. Dort kam er in allen vier Spielen zum Einsatz, bevor man im Viertelfinale an Brasilien scheiterte.